# ФК Могрен
ФК Могрен, бивши је црногорски фудбалски клуб из Будве, који је основан 1920. а угашен 2017. Био је члан Прве лиге Црне Горе од њеног оснивања 2006. Након две освојене титуле, Могрен је низао лоше резултате и испао је у другу лигу у сезони 2014/15.

## Историја
Основан је 1920. године под именом ФК Будва, које је 1992. променио и узео данашње. Од настанка Прве лиге Црне Горе 2006. се такмичи у њој, први већи успех клуб је остварио у сезони 2007/08. када у првенству заузима 3. место, док исте сезоне по први пут осваја Куп Црне Горе, победивши у финалу Будућност из Подгорице 6:5 на пеналима, након што је регуларни део утакмице завршен 1:1.
Клуб је у сезони 2008/09. по први пут учествовао у неком европском такмичењу, након што је добрим резултатима из претходне сезоне обезбедио учешће у УЕФА купу за ово сезону, али је већ у 1. колу квалификација избачен од стране Хапоела Киријат Шмона. Али те сезоне клуб остварује највећи успех у својој историји, освајањем прве шампионске титуле Прве лиге Црне Горе. У сезони 2009/10. Могрен по први пут игра квалификације за Лигу шампиона, у 1. колу кв. избацује малтешки Хибернијанс, док је у 2. колу квалификације убедљиво поражен од данског Копенхагена са 6:0 у обе утакмице. Исте сезоне у првенству заузима 3. место, чиме је обезбедио учешће у УЕФА лиги Европе за следећу сезону.
Сезона 2010/11. може се сматрати најуспешнијом, пошто је Могрен по други пут освојио шампионску титулу,  и по други пут играо финале Купа Црне Горе, где је ипак поражен Рудара из Пљеваља. У наредним сезонама, Могрен није успео да понови раније успехе, након четвртог места у сезони 2011/12. у наредним сезонама су били константно у борби за опстанак. У сезонама 2012/13. и 2013/14. завршавали су на 10 место и у баражу су успевали да опстану у лиги.
У сезони 2014/15. завршили су на 11 месту и у баражу су поражени оба пута од Дечића, у Будви 5:0 и у Тузима 2:1 и по први пут су испали у другу лигу. ФК Могрен је имао дуговања према бившим играчима и били су суспендовани док не исплате дуговања. Како то нису урадили до почетка такмичења у другој лиги, било им је омогућено да наступе у прва два кола, а утакмице су решене службеним резултатом у корист противника. Како ни после две утакмице ФК Могрен није исплатио дуговања, избачени су из лиге и не могу играти утакмице под руководством фудбалског савеза Црне Горе док не измире дуговања.

## Успеси
| Такмичење                | Такмичење                | Број                     | Година                   |                          |                          |
| Национално првенство - 1 | Национално првенство - 1 | Национално првенство - 1 | Национално првенство - 1 | Национално првенство - 1 | Национално првенство - 1 |
| ------------------------ | ------------------------ | ------------------------ | ------------------------ | ------------------------ | ------------------------ |
| Првенство Црне Горе      | Првак                    | 2                        | 2008/09, 2010/11         |                          |                          |
| Првенство Црне Горе      | Други                    | 0                        | /                        |                          |                          |
| Национални куп - 1       |                          |                          |                          |                          |                          |
| Куп Црне Горе            | Победник                 | 1                        | 2007/08                  |                          |                          |
| Куп Црне Горе            | Финалиста                | 1                        | 2010/11                  |                          |                          |

## Стадион
Игра на стадиону Лугови, капацитета 4.000 гледалаца. Стадион се налази у самом центру туристичког насеља Словенска Плажа, између хотела Парк и хотела Александар. Стадион садржи само западну трибину која гледа ка хотелу Александар, са источне је хотел Парк, са северне Јадранска магистрала а са јужне Јадранско море и чувена Словенска плажа. И ако ово све звучи атрактивно, стадион ФК Могрена Лугови не одговара стандардима ФИФА и УЕФА.

## Могрен у европским такмичењима
| Сезона   | Такмичење        | Коло        | Резултат | Држава   | Клуб                 | Домаћ. | Гост | УЕФА коеф. |
| -------- | ---------------- | ----------- | -------- | -------- | -------------------- | ------ | ---- | ---------- |
| 2008/09  | УЕФА куп         | 1. коло кв. | 1:4      | Израел   | Хапоел Киријат Шмона | 1:1    | 0:3  | 0.5        |
| 2009/10  | Лига шампиона    | 1. коло кв. | 6:0      | Малта    | Хибернијанс          | 4:0    | 2:0  | 2,0        |
|          |                  | 2. коло кв. | 0:12     | Данска   | Копенхаген           | 0:6    | 0:6  | 2,0        |
| 2010/11  | УЕФА лига Европе | 1. коло кв. | 5:0      | Андора   | УЕ Санта Колома      | 2:0    | 3:0  | 3,0        |
|          |                  | 2. коло кв. | 2:3      | Израел   | Макаби Тел Авив      | 2:1    | 0:2  | 3,0        |
| 2011/12. | Лига шампиона    | 2. коло кв. | 1:5      | Бугарска | Литекс               | 1:2    | 0:3  | 0.0        |

Укупни УЕФА коефицијент 5,5 (22. јул 2011)

## Резултати у такмичењима у Црној Гори
| Сезона   | Ранг | Лига                      | Бр.екипа | Позиција  | Куп             |
| -------- | ---- | ------------------------- | -------- | --------- | --------------- |
| 2006/07. | 1    | Прва лига                 | 12       | 5. место  | Прво коло       |
| 2007/08. | 1    | Прва лига                 | 12       | 3. место  | Победник        |
| 2008/09. | 1    | Прва лига                 | 12       | 1. место  | Четвртфинале    |
| 2009/10. | 1    | Прва лига                 | 12       | 3. место  | Прво коло       |
| 2010/11. | 1    | Прва лига                 | 12       | 1. место  | Финале          |
| 2011/12. | 1    | Прва лига                 | 12       | 4. место  | Четвртфинале    |
| 2012/13. | 1    | Прва лига                 | 12       | 10. место | Осмина финала   |
| 2013/14. | 1    | Прва лига                 | 12       | 10. место | Полуфинале      |
| 2014/15. | 1    | Прва лига                 | 12       | 11. место | Осмина финала   |
| 2015/16. | 2    | Друга лига                | 12       | 12. место | Није учествовао |
| 2016/17. | 3    | Трећа лига — Јужна регија | 5        | 5. место  | Није учествовао |